# Cartas entre Amigos
Cartas entre Amigos é um audiolivro narrado pelos próprios autores, padre Fábio de Melo e Gabriel Chalita, lançado em 2009. A Revista Veja classificou-o como o quinto livro mais vendido no Brasil em 2009 na categoria "Autoajuda e esoterismo".